# بوابة فيضان

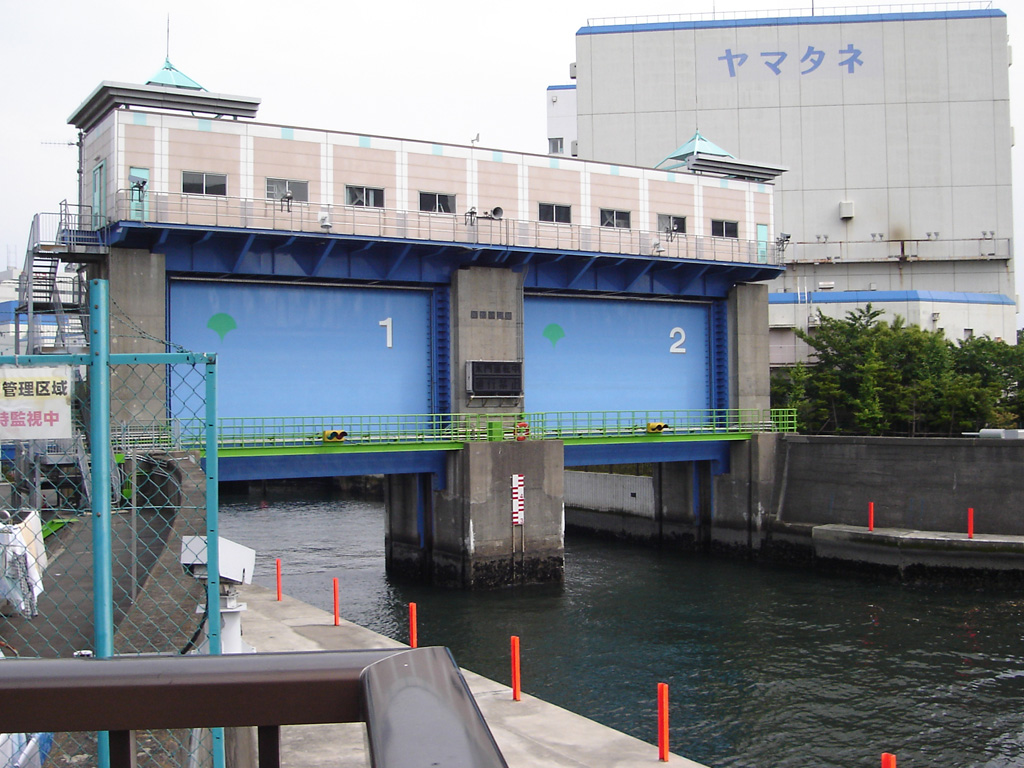
أنُشئت بوابات الفيضان في طوكيو للحماية من موجات الطيفون

مَسرب الفيضان أو بوابة الفيضان هي بوابات قابلة للتعديل تستخدم للتحكم في تدفق المياه في حواجز الفيضانات أو الخزانات أو الأنهار أو الجداول أو أنظمة الحواجز المائية . قد تكون مصممة لضبط ارتفاعات قمة المفيض في السدود أو لضبط معدلات التدفق في المجاري المائية والقنوات أو قد تكون مصممة جزءًا من السدود لإيقاف تدفق المياه أو عرام العواصف تمامًا. نظرًا لأن معظم هذه الأجهزة تعمل عن طريق التحكم في ارتفاع سطح الماء الذي يُخزن أو يُوجه، فإنها تُعرف أيضًا باسم بوابات القمة. في حالة أنظمة تفادي الفيضان، تُستخدم بوابات الفيضان أحيانًا لخفض مستويات المياه في النهر الرئيس أو القنوات من خلال السماح لمزيد من المياه بالتدفق إلى ممر الفيضان أو حوض الاحتجاز عندما يقترب النهر الرئيس أو القناة من مرحلة الفيضان.